# 니카이도 타카시
니카이도 타카시(일본어: 二階堂 高嗣, 1990년 8월 6일 ~ )는 일본의 가수, 배우이며, 남성 아이돌 그룹·Kis-My-Ft2의 멤버이자  부사이쿠의 멤버이다.
도쿄도 출신. STARTO ENTERTAINMENT 소속.

## 약력
2001년 2월 4일, 쟈니즈 사무소에 입소.
2011년, 영화 《개울가》에 출연.
2011년 8월 10일, Kis-My-Ft2로서 〈Everybody Go〉로 CD 데뷔.
2012년 8월 3일 ~ 12일, 무대 《은하 영웅 신화　격추왕 편》에 콜드웰 역으로 출연.
2012년 11월, 무대 《은하 영웅 신화 빛나는 별 어둠을 가르고》에 멤버 요코오 와타루와 함께 주연.

## 출연

### 드라마
- NO KISS (2001년 9월 25일, 후지 TV)
- BAD BOYS J (2013년 4월 ~ 6월, 닛폰 TV) - 단노 히데노리 역
- 금요 프레스테이지 나츠키 시즈코 서스펜스 〈여자 청부인~설치된 여자의 덫~〉 (2014년 9월 12일, 후지 TV)
- 헤이세이 부사이쿠 샐러리맨 (2014년 10월 18일 ~ 2015년 1월 3일, 닛폰 TV) - 주연·니카이도 타카시 역
- 더! 세계양천뉴스 스페셜 드라마 <마음의 과학자 ･ 나루미 사쿠의 도전II> (2015년 7월 1일, 닛폰 TV)

### 영화
- 개울가 (2011년, 토에이) - 오오타 역
- 극장판 BAD BOYS J -최후에 지킬 것- (2013년 11월 9일, 쇼게이트) - 단노 히데노리 역

### 무대
- 은하 영웅 신화 격추왕 편 (2012년 8월 3일 ~ 8월 12일) - 콜드웰 역
- 무대 은하 영웅 신화 빛나는 별 어둠을 가르고 (2012년 11월 15일 ~ 18일)
- 무대 은하 영웅 제3장 내란 (2013년 3월 31일 ~ 4월 13일)
- 무대 은하 영웅 전설 제4장 후편 격돌 (2014년 2월 12일 ~ 2014년 3월 2일)